# Hugues de Saint-Martial
Hugues de Saint-Martial (?-1403), prévôt de Douai, prieur commanditaire de la Chartreuse de Bonpas à Caumont-sur-Durance, cardinal-diacre de Sainte-Marie in Portico de 1361 à 1403.

## Biographie
Fils de Guy de Saint-Martial, Hugues naquit en Limousin, au château de Saint-Martial, dans le diocèse de Tulle. On sait qu’il avait au moins quatre frères, Guy, l’aîné, Charles, Jean, un proche de Guy de Pesteils, Pierre, qui fut évêque de Carcassonne (1371-1391) puis archevêque de Toulouse (1391-1401), et une sœur qui épousa, vers 1340, Bertrand, coseigneur de Maumont et de Gimel.

### Le favori des papes d’Avignon
Tout débuta pour le jeune docteur en loi, le 14 janvier 1352, quand Clément VI en fit son nonce pontifical à Naples, lors du traité de paix entre la reine Jeanne et son cousin Louis Ier de Hongrie. Moins de dix ans après, Innocent VI, lors du consistoire du 17 septembre 1361, lui remettait le chapeau de cardinal-diacre de Sainte-Marie in Portico.
Quand Urbain V se rendit à Apt sur le tombeau de son parrain Elzéar de Sabran, le 22 octobre 1365, il ne voulut être accompagné que des seuls cardinaux Pierre Roger de Beaufort, futur Grégoire XI, et Hugues de Saint-Martial.
Au cours du mois d’octobre 1369, les deux mêmes cardinaux revinrent en pèlerinage à Apt. Ce fut cette même année que Pierre Roger de Beaufort et Hugues de Saint-Martial réussirent à mettre un terme au long conflit qui opposait Raymond des Baux, prince d'Orange, à la reine Jeanne. Leur acte de conciliation prévoyait que le fief de Courthézon reviendrait à la principauté après la mort de Catherine des Baux, cousine du prince.
Dès son élection, en 1370, Grégoire XI nomma son ami Hugues archiprêtre de Saint-Pierre de Rome. Devenu doyen du Sacré Collège, en 1376, lors du retour de la papauté à Rome, Hugues de Saint-Martial resta à Avignon et fut chargé par le cardinal Jean de Blauzac, vicaire au temporel pour le Gouvernement des États d’Avignon et du Comtat Venaissin, de l’administration de la ville.

### L’exécuteur testamentaire

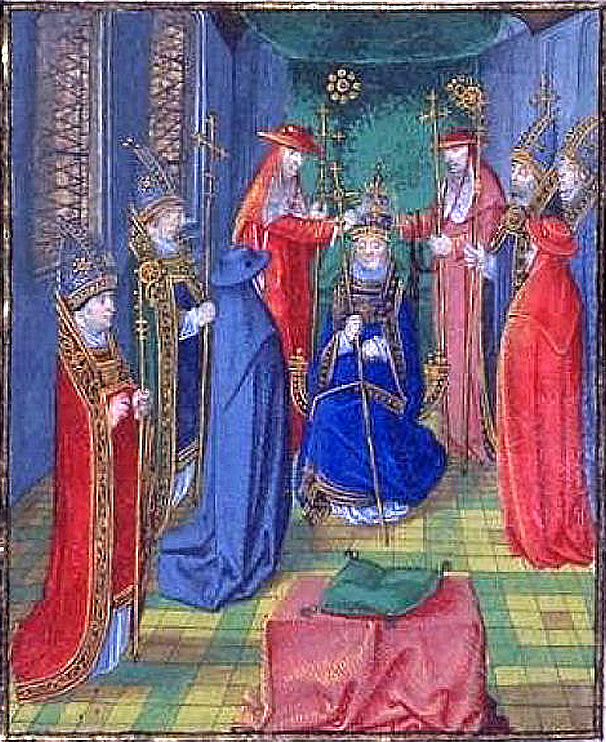
Les cardinaux de Saint-Martial et de Neufchâtel couronnent Benoît XIII
Chroniques de Froissart,
FR 2646, f° 190 v. Bibliothèque nationale

Peu avant sa mort, en 1378, Grégoire XI désigna son cher Hugues de Saint-Martial comme son exécuteur testamentaire. Cela avait déjà été le cas, en 1363, pour le cardinal Hugues Roger, oncle du pape.
Ce fut d’ailleurs dans ce cadre qu’en 1384 le cardinal de Saint-Martial vendit Montolivet, sur les hauteurs de Villeneuve-lès-Avignon, à Jean de La Grange, le cardinal d'Amiens.
Enfin, en 1397, il fut aussi celui de Pierre de Saint-Martial, son frère, archevêque de Toulouse.

### L’ami fidèle des vicomtes de Turenne
La Livrée de Saint-Martial, ancienne résidence du cardinal Hugues Roger, accueillait volontiers Raymond de Turenne. Ce fut le cas, en 1384, quand le cardinal reçut à sa table Jean II, comte d’Auvergne, et son beau-frère Raymond. Le pauvre comte ayant eu un malaise, la rumeur publique accusa le vicomte de l’avoir empoisonné. Le comte d’Auvergne était tout simplement atteint de saturnisme (coliqua pictonum) provoqué par l’absorption massive de vins traités au plomb afin de les adoucir.
Ce qui n’empêcha point, en 1388, Elzéar d’Aigrefeuille, parent des Roger de Beaufort et baron de Gramat, de venir rendre hommage au vicomte Raymond dans la Livrée du cardinal.
Guy de Saint-Martial fut aussi un fidèle des vicomtes. Quand le 23 juin 1387, Guillaume III Roger de Beaufort mit solennellement en réserve son devoir d’obéissance à Marie de Blois, il constitua une ligue défensive avec Raymond II d’Agoult, seigneur de Sault, à laquelle adhéra le frère aîné du cardinal.
En 1390, dans le cadre de la guerre privée opposant les Roger de Beaufort à la papauté d’Avignon et à la seconde maison d’Anjou, Clément VII accepta de déléguer le cardinal de Saint-Martial auprès de Raymond de Turenne qui séjournait à Meyrargues chez sa mère Aliénor de Comminges. Si sa mission réussit, l’intransigeance pontificale relança le conflit.

### L’apogée: le sacre d’un roi et le couronnement d’un pape
À Avignon, le 3 novembre 1389, le pape Clément VII, assisté de Hugues de Saint-Martial, sacra roi de Naples et comte de Provence Louis II d’Anjou, âgé de 12 ans, dans une nef moult grosse nota Froissart dans sa Chronique.
Le 11 octobre 1394, les cardinaux de Saint-Martial et de Neuchâtel, doyen du Sacré Collège, couronnèrent pape Pedro de Luna qui prit le nom de Benoît XIII. Par fidélité, le cardinal ne quitta l’obédience de cet antipape que le 2 septembre 1401. Il décéda à Avignon en 1403 et fut inhumé dans l’église des Célestins où reposait déjà Clément VII.